# Depok (Panggul)
Depok is een bestuurslaag in het regentschap Trenggalek van de provincie Oost-Java, Indonesië. Depok telt 5299 inwoners (volkstelling 2010).